# Palau op de Olympische Zomerspelen 2024
Palau nam deel aan de Olympische Zomerspelen 2024 in Parijs.

## Aantal deelnemers
Hieronder volgt een overzicht van de atleten die zich reeds gekwalificeerd hebben voor de Olympische Zomerspelen van 2024.
| Sport    | Mannen | Vrouwen | Totaal |
| -------- | ------ | ------- | ------ |
| Atletiek | 0      | 1       | 1      |
| Zwemmen  | 1      | 1       | 2      |
| Totaal   | 1      | 2       | 3      |

## Deelnemers en resultaten

### Atletiek

#### Loopnummers
Vrouwen
| atlete           | onderdeel | voorronde | voorronde | series         | series         | herkansingen | herkansingen | halve finale   | halve finale   | finale         | finale         |
| atlete           | onderdeel | tijd      | rang      | tijd           | rang           | tijd         | rang         | tijd           | rang           | tijd           | rang           |
| ---------------- | --------- | --------- | --------- | -------------- | -------------- | ------------ | ------------ | -------------- | -------------- | -------------- | -------------- |
| Sydney Francisco | 100 m     | 13.15     | 7         | niet geplaatst | niet geplaatst | n.v.t.       | n.v.t.       | niet geplaatst | niet geplaatst | niet geplaatst | niet geplaatst |

### Zwemmen
Mannen
| Atleet     | Onderdeel       | Series | Series | Halve finale   | Halve finale   | Finale         | Finale         |
| Atleet     | Onderdeel       | Tijd   | Rang   | Tijd           | Rang           | Tijd           | Rang           |
| ---------- | --------------- | ------ | ------ | -------------- | -------------- | -------------- | -------------- |
| Jion Hosei | 50 m vrije slag | 25,67  | 53     | Niet geplaatst | Niet geplaatst | Niet geplaatst | Niet geplaatst |

Vrouwen
| atlete     | onderdeel       | series | series | halve finale   | halve finale   | finale         | finale         |
| atlete     | onderdeel       | tijd   | rang   | tijd           | rang           | tijd           | rang           |
| ---------- | --------------- | ------ | ------ | -------------- | -------------- | -------------- | -------------- |
| Yuri Hosei | 50 m vrije slag | 30.52  | 64     | niet geplaatst | niet geplaatst | niet geplaatst | niet geplaatst |